# Cydia leucogrammana
Cydia leucogrammana is een vlinder uit de familie bladrollers (Tortricidae). De wetenschappelijke naam is voor het eerst geldig gepubliceerd in 1898 door O. Hofmann.
De soort komt voor in Europa.